# James Marsh (Regisseur)

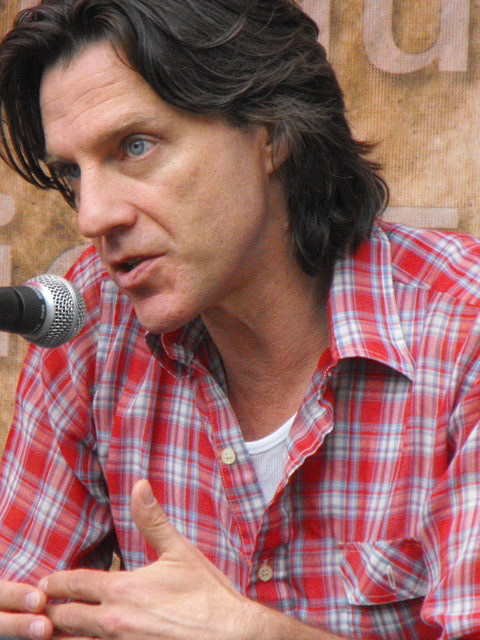
James Marsh (2009)

James Marsh (* 30. April 1963 in Truro, Cornwall) ist ein britischer Filmregisseur und Dokumentarfilmer, der vor allem für seinen Kultfilm Wisconsin Death Trip (1999) mit Marcus Monroe und Ian Holm bekannt ist. Er gewann 2008 einen Oscar für den Dokumentarfilm Man on Wire.

## Filmkarriere
Marsh studierte am St. Catherine’s College in Oxford und begann seine Filmkarriere mit diversen Filmdokumentationen für BBC. Seine erste Filmdokumentation war Troubleman – The Last Years of Marvin Gaye über den Sänger Marvin Gaye, gefolgt von Der Magier von Prag über Jan Švankmajer und seine Arbeit als surrealistischer Filmregisseur. Es folgte The Burger and the King: The Life and Cuisine of Elvis Presley über Elvis Presley und seine Essstörungen. sowie eine Dokumentation über John Cale (1998). Außerdem produzierte er drei Folgen der Dokumentarfilmreihe Arena.
2005 drehte er The King, ein Filmdrama über einen aus der United States Navy entlassenen Soldaten, der sich auf die Suche nach seinem verschollenen Vater in Corpus Christi, Texas macht. Der Film wurde auf den Internationalen Filmfestspielen von Cannes 2005 gezeigt.
2008 drehte er den Dokumentarfilm Man on Wire über Philippe Petit und seinen Drahtseilakt über die Twin Towers, der ihm nicht nur den Oscar, sondern auch den British Academy Film Award, den Independent Spirit Award, eine Nominierung für den Europäischen Filmpreis sowie beim Sundance Film Festival den Preis der Jury und den Publikumspreis als bester ausländischer Dokumentarfilm einbrachte.
2011 folgte Project Nim über Elizabeth Hess’ Buch Nim Chimpsky: The Chimp Who Would Be Human und 2012 Shadow Dancer über die IRA.

## Filmografie
- 1990: Der Magier von Prag (The Animator of Prague)
- 1996: The Burger & the King: The Life & Cuisine of Elvis Presley
- 1998: John Cale
- 1999: Wisconsin Death Trip
- 2005: Das 11. Gebot (The King)
- 2007: Man on Wire
- 2009: Yorkshire Killer 1980
- 2011: Project Nim
- 2012: Shadow Dancer
- 2014: Die Entdeckung der Unendlichkeit (The Theory of Everything)
- 2016: The Night Of – Die Wahrheit einer Nacht (The Night Of, Miniserie, 1 Folge)
- 2018: Vor uns das Meer (The Mercy)
- 2018: Ein letzter Job (King of Thieves)